# Scopula pseudophema
Scopula pseudophema är en fjärilsart som beskrevs av Louis Beethoven Prout 1920. Scopula pseudophema ingår i släktet Scopula och familjen mätare. Inga underarter finns listade.